# Played-A-Live (The Bongo Song)
«Played-A-Live (The Bongo Song)» — дебютный сингл датского перкуссионного дуэта Safri Duo. Был выпущен в 2000 году в качестве ведущего сингла с их первого студийного альбома Episode II. Песня была спродюсирована Майлом Парсбергом и представляет собой комбинацию традиционных африканских барабанов и электронной музыки.
Сингл был продан тиражом 1,5 миллиона копий по всему миру, возглавив чарты двух европейских стран (Дании и Швейцарии), а также отметившись в Top-10 ещё нескольких хит-парадов (Нидерландов, Германии и Бельгии, а также Великобритании и танцевального чарта США). Он занимает 4-е место среди самых быстропродаваемых синглов Европы. Впоследствии, песня была использована в качестве официальной темы парка аттракционов Six Flags Great Adventure компании Kingda Ka. Также звучит в саундтреке видеоигры FIFA Football 2003. В 2001 году песня стала лауреатом премии Danish Music Awards как «Датский клубный хит года».

## Список композиций
| №  | Название                                                 | Длительность |
| -- | -------------------------------------------------------- | ------------ |
| 1. | «Played-A-Live (The Bongo Song)» (Radio Edit)            | 3:18         |
| 2. | «Played-A-Live (The Bongo Song)» (Original Club Version) | 8:36         |
| 3. | «Played-A-Live (The Bongo Song)» (DJ Tandu Mix)          | 7:41         |
| 4. | «Played-A-Live (The Bongo Song)» (Spanish Fly Remix)     | 9:33         |
| 5. | «Played-A-Live (The Bongo Song)» (Nick Sentience Mix)    | 7:40         |
| 6. | «Played-A-Live (The Bongo Song)» (Serious Mix)           | 7:57         |

| №  | Название                                                 | Длительность |
| -- | -------------------------------------------------------- | ------------ |
| 1. | «Played-A-Live (The Bongo Song)» (Radio Edit)            | 3:18         |
| 2. | «Played-A-Live (The Bongo Song)» (Original Club Version) | 8:36         |
| 3. | «Played-A-Live (The Bongo Song)» (Airscape Mix)          | 6:53         |

| №  | Название                                                 | Длительность |
| -- | -------------------------------------------------------- | ------------ |
| 1. | «Played-A-Live (The Bongo Song)» (Darude vs. JS16 Remix) | 7:28         |
| 2. | «Played-A-Live (The Bongo Song)» (Airscape Mix)          | 6:53         |
| 3. | «Played-A-Live (The Bongo Song)» (Original Club Version) | 8:34         |

## Чарты
| Чарт (2001)                         | Высшая позиция |
| ----------------------------------- | -------------- |
| Australia (ARIA)                    | 86             |
| Австрия (Ö3 Austria Top 40)         | 7              |
| Бельгия/Фландрия (Ultratop 50)      | 2              |
| Бельгия/Валлония (Ultratop 50)      | 2              |
| Canada (Nielsen SoundScan)          | 4              |
| Дания (Tracklisten)                 | 1              |
| Europe (Eurochart Hot 100)          | 4              |
| Финляндия (Suomen virallinen lista) | 5              |
| Франция (SNEP)                      | 80             |
| Германия (GfK)                      | 2              |
| Ирландия (IRMA)                     | 8              |
| Италия (FIMI)                       | 35             |
| Нидерланды (Dutch Top 40)           | 2              |
| Норвегия (VG-lista)                 | 4              |
| Romania (Romanian Top 100)          | 13             |
| Шотландия (OCC Scotland)            | 5              |
| Испания (PROMUSICAE)                | 3              |
| Швеция (Sverigetopplistan)          | 8              |
| Швейцария (Schweizer Hitparade)     | 1              |
| Великобритания (OCC UK Singles)     | 6              |
| Великобритания (OCC UK Dance)       | 2              |
| США (Billboard Dance Club Songs)    | 7              |

| Чарт (2000—2001)                         | Позиция |
| ---------------------------------------- | ------- |
| Netherlands (Dutch Top 40)               | 1       |
| UK Singles (The Official Charts Company) | 108     |

| Чарт (2000—2009)           | Позиция |
| -------------------------- | ------- |
| Germany (Media Control AG) | 46      |

## Сертификации
| Регион | Сертификация  | Продажи  |
| --- | ------------- | -------- |
| Бельгия (BEA) | Платиновый    | 50 000*  |
| Дания (IFPI Danmark) | 6× Платиновый | 48 000^  |
| Германия (BVMI) | Платиновый    | 500 000^ |
| Нидерланды (NVPI) | Платиновый    | 60 000^  |
| Норвегия (IFPI Norway) | Золотой       |          |
| Швеция (GLF) | Золотой       | 15 000^  |
| Швейцария (IFPI Switzerland) | Платиновый    | 50 000^  |
| Великобритания (BPI) | Серебряный    | 200 000  |
| * Данные о продажах приведены только на основе сертификации. · ^ Данные о тиражах приведены только на основе сертификации. · Данные о продажах + прослушиваниях приведены только на основе сертификации. |               |          |